# Poa krylovii
Poa krylovii är en gräsart som beskrevs av Viktor Vladimirovich Reverdatto. Poa krylovii ingår i släktet gröen, och familjen gräs. Inga underarter finns listade i Catalogue of Life.